# Maransin
Maransin is een gemeente in het Franse departement Gironde (regio Nouvelle-Aquitaine). De plaats maakt deel uit van het arrondissement Libourne. Maransin telde op 1 januari 2022 1.059 inwoners.

## Geografie
De oppervlakte van Maransin bedroeg op 1 januari 2022 29,94 vierkante kilometer; de bevolkingsdichtheid was toen 35,4 inwoners per km².

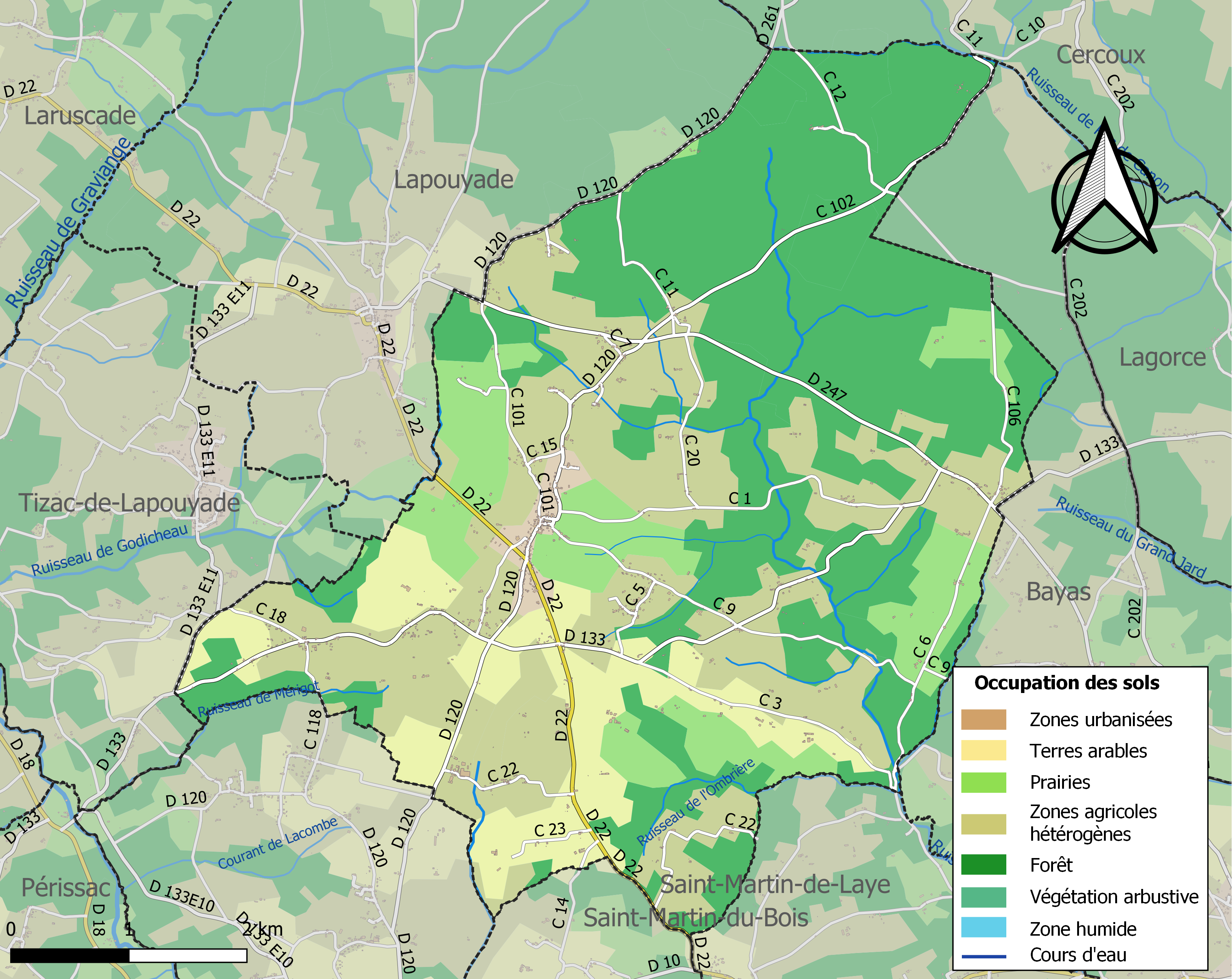
Kaart van de gemeente met belangrijkste infrastructuur, bodemgebruik en omliggende gemeenten

## Demografie
Onderstaande figuur toont het verloop van het inwonertal (bron: INSEE-tellingen).